# ۱۵۱۳ (میلادی)
۱۵۱۳ (میلادی) هزار و پانصد  و سیزدهمین سال تقویم میلادی است.

## درگذشتگان
- ۲۱ فوریه – ژولیوس دوم، کشیش فرانسوی (ز. ۱۴۴۳)